# Florencia Bonsegundo
María Florencia "Flor" Bonsegundo, née le 14 juillet 1993 à Morteros, est une footballeuse internationale argentine qui joue comme milieu offensive pour le club espagnol de Liga F Madrid CFF et l'équipe nationale féminine d'Argentine,,,,.

## Biographie

### Carrière en club
Florencia Bonsegundo joué en première division espagnole pour le Sporting de Huelva entre 2018 et 2019.

### Carrière internationale
Florencia Bonsegundo représente l'Argentine à la Coupe du Monde Féminine U-20 de 2012. En senior, elle dispute deux éditions de la Copa América Femenina (en 2014 et 2018), marquant deux buts lors de la première et trois lors de la seconde, et les Jeux panaméricains de 2015. Lors de la Coupe du monde féminine 2019, elle marque le but de l'égalisation contre l'Écosse permettant au match de terminer sur un score nul de 3-3.

## Statistiques

### Buts internationaux
| No | Date              | Lieu                                                 | Adversaire | Score | Résultat | Compétition                                                            |
| -- | ----------------- | ---------------------------------------------------- | ---------- | ----- | -------- | ---------------------------------------------------------------------- |
| 1  | 14 septembre 2014 | Estadio Bellavista (en) à Ambato en Équateur         | Bolivie    | 2–0   | 6–0      | Copa América féminine 2014                                             |
| 2  | 28 septembre 2014 | Estadio Olímpico Atahualpa à Quito en Équateur       | Équateur   | 2–0   | 2–3      | Copa América féminine 2014                                             |
| 3  | 14 juillet 2015   | Hamilton Pan Am Soccer Stadium à Hamilton au Canada  | Mexique    | 1–3   | 1–3      | Jeux panaméricains 2015                                                |
| 4  | 9 avril 2018      | Stade Francisco-Sánchez-Rumoroso à Coquimbo au Chili | Équateur   | 5–2   | 6–3      | Copa América féminine 2018                                             |
| 5  | 9 avril 2018      | Stade Francisco-Sánchez-Rumoroso à Coquimbo au Chili | Équateur   | 6–3   | 6–3      | Copa América féminine 2018                                             |
| 6  | 16 avril 2018     | Estadio La Portada à Coquimbo au Chili               | Colombie   | 1–1   | 3–1      | Copa América féminine 2018                                             |
| 7  | 13 novembre 2018  | Stade Rommel-Fernández à Panama au Panama            | Panama     | 1–1   | 1–1      | Qualification Coupe du Monde Féminine 2019 (barrage CONCACAF-CONMEBOL) |
| 8  | 19 juin 2019      | Parc des Princes, Paris, France                      | Écosse     | 3–3   | 3–3      | Coupe du monde féminine de football 2019                               |